# 宝生寺 (館林市)
寶生寺（ほうしょうじ）は、群馬県館林市日向町にある真言宗豊山派の寺院。

## 歴史
創建年代は不明である。ただ徳川綱吉が館林藩の藩主だったころに日光例幣使のための街道整備の際に、墓地を移転していることから、そのころまでにはすでに存在していたものと推測される。
一時期、天台宗に転宗していたり、1843年（天保14年）に火災に遭って民家を仮本堂としたり、昭和初期までの長い間に無住（住職不在）となるなど、寺院運営に大きな困難が立ちはだかっていた時期があった。

## 交通アクセス
- 多々良駅より徒歩14分。